# شوربة سوداء
سبارتا القديمة ميلاس زوموس (باليونانية: μέλας ζωμός mélās zōmós)، أو الحساء الأسود / المرق الأسود، كان حساءًا أساسيًا مصنوعًا من أرجل الخنازير المسلوقة والدم والملح والخل. يُعتقد أن الخل كان يستخدم كمستحلب لمنع الدم من التجلط أثناء عملية الطهي. أكلت جيوش سبارتا هذا الحساء بشكل أساسي كجزء من نظامهم الغذائي.
وفقًا للأسطورة، فإن رجلًا من سبارتا، وهي مدينة في جنوب إيطاليا كانت تشتهر بالرفاهية والشراهة (مما أدى إلى ظهور كلمة سبارتي)، بعد تذوق حساء سبارتا الأسود، لاحظ انها تشعر بالاشمئزاز، «الآن أفهم سبب ذلك يواجه الجنود سبارتا الموت بفرح شديد؛ والرجال الموتى لا يحتاجون إلى تناول الطعام؛ ولم يعد المرق الأسود ضروري». في قصة أخرى، قيل إن ديونيسيوس، طاغية سرقوسة، اشترى عبدًا كان طباخًا من سبارتا وأمره بإعداد المرق له، دون أن يدخر أي نفقات. عندما تذوقها الملك، بصقها باشمئزاز، وعندها قال الطباخ، «جلالة الملك، من الضروري أن تمارس الرياضة بطريقة سبارتية، وأن تستحم في نهر يوروتاس، من أجل الاستمتاع بهذا المرق.»
لم تنجح أي وصفة للحساء الأسود السبارتي، لكن حساء الدم لا يزال يؤكل في بلدان مختلفة اليوم، مثل اليونان (خاصة في لاكونيا وماني)، إيطاليا وفرنسا وصربيا.

## اقرا أيضا
مانفريد (1983). سبارتا مقدمة في تاريخها وحضارتها (سبارتا. مقدمة لتاريخها وحضارتها) (بالألمانية). م. بيك ، ميونيخ (كتب بيك الابتدائية). p. 166. ISBN:3-406-09476-7. {{استشهاد بكتاب}}: الوسيط غير المعروف |الاسم الأخير للمؤلف1= تم تجاهله (help)